# Agrostis pseudoverticillata
Agrostis pseudoverticillata é uma espécie de gramínea do gênero Agrostis, pertencente à família Poaceae.